# Cuerpo de Ingenieros de Ucrania
Cuerpo de Ingenieros de Ucrania: Son un tipo de fuerzas militares especiales de las Fuerzas Armadas de Ucrania , diseñadas para el apoyo de ingeniería de operaciones de combate. Hay unidades de tropas de ingeniería en cada uno de las ramas de las Fuerzas Armadas de Ucrania, así como por separado en el Comando de las Fuerzas de Apoyo de las Fuerzas Armadas de Ucrania .

Емblema del Cuerpo de Ingenieros de Ucrania

Entre las principales tareas en tiempos de paz se encuentran la detección y destrucción de objetos explosivos y municiones obsoletas, la participación en la protección de estructuras hidráulicas y puentes durante inundaciones y derivas de hielo, junto con el Servicio de estado de emergencia de Ucrania , en la eliminación de las consecuencias de los desastres naturales y en misiones de mantenimiento de la paz.

## De la Independencia a  la Invasión Rusa
El Cuerpo de ingenieros de Ucrania se nacieron el 15 de septiembre de 1992  el 30 de septiembre de 1992, se formó la Dirección del Jefe de las Fuerzas de Ingeniería del Estado Mayor de las Fuerzas Armadas de Ucrania sobre la base de la Oficina del Jefe de Fuerzas de Ingeniería del Distrito Militar de Kiev.
Después de la Disolución de la Unión Soviética, un número significativo de unidades de ingeniería se ubicaron en el territorio de Ucrania, entre ellas: 7 brigadas, 10 regimientos, 9 batallones de zapadores de ingenieros del ejército (cuerpos) separados, 22 batallones de zapadores de ingenieros de división separados, 3 almacenes de ingeniería, 3 bases centrales de ingeniería, arsenal, planta de reparación, así como la escuela superior de mando de ingeniería militar Kamianets-Podilske . A finales de 1991, el número total de tropas de ingeniería de las Fuerzas Terrestres en Ucrania, excluidos los ingenieros militares (divisionales), ascendía a unas 32.800 posiciones.
Desde 1992, se establecieron departamentos de ingeniería en los distritos militares (en adelante, comandos operativos) y servicios de ingeniería apropiados en divisiones, ejércitos (en adelante, cuerpos de ejército), divisiones (en adelante, brigadas), brigadas separadas y regimientos, que permitieron organizar el sistema de gestión de las tropas de ingeniería de las Fuerzas Armadas de Ucrania. El año 1999 puede considerarse la finalización de la fundación de las tropas de ingenieros, cuando se disolvieron las unidades de ingenieros sobrantes y se formaron las tropas de ingenieros del comando central y las Fuerzas Terrestres de las Fuerzas Armadas de Ucrania. 
De 2001 a 2005, las tropas de ingenieros sufrieron (reducciones) a gran escala:
- En 2001, la 209.ª brigada de ingenieros y zapadores se transformó en el 803.º regimiento de ingenieros, que se disolvió en 2003;
- En 2004, la 91.ª brigada de ingenieros y zapadores se transformó en el 91.º regimiento de ingenieros ;
- En 2002, la 23.ª brigada de puentes de pontones se transformó en el 808.º regimiento de puentes de pontones ;
- En 2003, la décima brigada de ingenieros y zapadores se transformó en el 703.º regimiento de ingenieros.
- Durante 2003-2004, se disolvieron: 210.ª brigada de puentes de pontones , 101.º regimiento de puentes de pontones, 73.º regimiento de ingenieros, 137.º regimiento de ingenieros, 14.º regimiento de ingenieros, 80.º base central de municiones de ingeniería. Así, a finales de 2005, en las tropas de ingenieros de las unidades de combate sólo quedaban cuatro regimientos de ingenieros.[2]

En 2004, se produjeron cambios significativos en la estructura del sistema de órganos de gestión militar de las Fuerzas Armadas, lo que provocó cambios en el sistema de gestión del apoyo integral, incluido el apoyo de ingeniería. En particular, el 20 de noviembre de 2004, se formó el Comando de las Fuerzas de Apoyo de las Fuerzas Armadas de Ucrania , al que estaban subordinadas las tropas de ingeniería junto con la Dirección Central de Fuerzas de Ingeniería de la Dirección Principal de Apoyo Operacional de las Fuerzas Armadas de Ucrania. Ucrania , que se formó en abril de 2004. El mando de las fuerzas de apoyo de las Fuerzas Armadas de Ucrania unió bajo su dirección, además de la Dirección Central de Fuerzas de Ingeniería, también la Dirección Central de Guerra Radioelectrónica, la Defensa RHC y la Dirección Topográfica Militar Central. El jefe de las tropas de ingenieros dejó de estar subordinado directamente al jefe del Estado Mayor, el comandante en jefe de las Fuerzas Armadas de Ucrania , y la Dirección Central reformada de las tropas de ingenieros dejó de ser un organismo separado e independiente de gestión militar, por lo que las funciones relacionadas se transfirieron a la sede del Comando de las Fuerzas de Apoyo de las Fuerzas Armadas de Ucrania.
En diciembre de 2012, el Consejo de Defensa y Seguridad Nacional de Ucrania encabezado por el entonces presidente Yanukovich adoptó un nuevo Concepto de Reforma y Desarrollo de las Fuerzas Armadas de Ucrania para el período hasta 2017, según el cual estaba prevista una mayor reducción de las Fuerzas Armadas de Ucrania, incluidas las tropas de ingeniería. Después de su disolución en 2010, el Comando de las Fuerzas de Apoyo de las Fuerzas Armadas de Ucrania (la Dirección Central de Fuerzas de Ingeniería) y sus unidades e instituciones militares subordinadas volvieron a estar subordinadas a la Dirección Principal de Apoyo Operacional de las Fuerzas Armadas de Ucrania.
Antes del inicio de la guerra ruso-ucraniana, unidades de tropas de ingeniería participaron en operaciones de mantenimiento de la paz en el extranjero , así como en la liquidación de las consecuencias de desastres naturales en Ucrania

## Invasión Rusa
Con el comienzo de la guerra comenzó el segundo período de desarrollo de las fuerzas de ingeniería ucranianas, es decir, su restauración en las condiciones de la operación antiterrorista . En particular, en 2015-2016 se formaron la 48.ª brigada de ingenieros y el 16.º regimiento de apoyo operativo independiente .
El 4 de julio de 2017 se llevaron a cabo en la región de Lugansk ejercicios militares utilizando la técnica de desminado remoto UR-77 . En el entrenamiento participaron unidades de ingeniería del grupo táctico operacional "Lugansk", en particular 14 OMBr .
Por orden del Ministerio de Defensa de Ucrania, PJSC "Kyiv Shipbuilding and Ship Repair Plant" lleva a cabo reparaciones del parque de puentes de pontones (PMP) , un conjunto de puentes flotantes para superar obstáculos de agua con equipo militar. En vísperas del Día de la Independencia de Ucrania en 2018, ya se enviaron los primeros seis enlaces del parque de puentes de pontones. En los eslabones se restauró el revestimiento exterior, se restauraron todas las conexiones articuladas y los mecanismos de apertura automática de los eslabones al caer al agua. 
En septiembre de 2018, la unidad de construcción de puentes de las Fuerzas Armadas de Ucrania trabajó para restablecer la conexión a través del río Horyn con las aldeas de Udrytsk y Vysotsk del distrito de Dubrovytskyi, óblast de Rivne. 
El 3 de noviembre de 2018 en la provincia de Zhytómyr finalizó el concurso de las tropas de ingenieros de las Fuerzas Armadas de Ucrania por el mejor pelotón de pontones. El ganador del concurso fue el pelotón de pontones de la ciudad de Novohrad-Volynskyi, el segundo lugar lo ocupó el pelotón de la unidad militar de la ciudad de Okhtyrka, el "bronce" lo eligió el pelotón de la unidad militar de la ciudad de ciudad de Bar, y el cuarto lugar lo ocupó el equipo de la ciudad de Bilhorod-Dnistrovskyi. 
A principios de 2019 se formó la 47.ª brigada independiente de comandantes de carreteras sobre la base del 107.º Centro de apoyo a las carreteras .  Ya en septiembre de 2020, esta brigada se transformó en una brigada de ingenieros separada. 
En el período 2014-2021, las unidades de tropas de ingeniería construyeron más de 1.200 kilómetros de líneas defensivas y crearon un sistema de barreras de ingeniería con una longitud total de unos 252 kilómetros. En un corto período de tiempo, las unidades de las fuerzas de ingeniería, junto con las administraciones estatales regionales, construyeron más de 270 fortificaciones defensivas en tres líneas de defensa. Además, en la primera línea de defensa se instalaron 345 contenedores y casi 330 estructuras metálicas modulares de protección del Ministerio del Interior-2 para proporcionar refugio al personal. Se repararon, compraron y recibieron casi 500 equipos de ingeniería en forma de ayuda internacional. Además, los grupos de desminado neutralizaron más de 140.000 objetos explosivos, limpiaron más de 896 kilómetros de carreteras y 17,6 kilómetros de vías férreas, comprobaron casi 2.755 hectáreas de territorio y 105 objetos en busca de objetos explosivos. En la ejecución de estos trabajos participan constantemente más de 30 equipos de desminado.
Alrededor de 500 militares de las tropas de ingenieros recibieron premios estatales por el coraje y la valentía demostrados durante el cumplimiento del deber militar. 
Desde el 24 de febrero de 2022, las tropas de ingenieros defienden el Estado ucraniano.  En particular, unidades de apoyo de ingeniería de las Fuerzas Armadas de Ucrania participaron con éxito en operaciones de contraofensiva, como resultado de las cuales las regiones de Jersón y Járkiv fueron liberadas de los ocupantes . Estas operaciones no hubieran sido posibles sin el puente de pontones y las unidades de ingenieros mineros. Por el cumplimiento de estas tareas, el 808.º Regimiento de Apoyo recibió el premio honorífico "Por Coraje y Valor", y el 210.º Regimiento y el 250.º TsIP recibieron Banderas de Batalla. Además, 461 especialistas de las tropas de ingenieros recibieron premios estatales por el cumplimiento exitoso de sus tareas, uno de los cuales tiene el título honorífico de Héroe de Ucrania. 
En la primavera de 2023, unidades de ingeniería estaban construyendo un sistema de barreras de ingeniería en el norte de Ucrania para prevenir posibles acciones ofensivas enemigas. Así, en 10 días de mayo se instalaron campos minados y barreras antitanques utilizando más de 5.500 minas. Además, a lo largo de la frontera estatal se cavaron alrededor de 1,5 mil metros de trincheras y 3,5 mil metros de zanjas antitanques. Están equipadas varias docenas de huecos cubiertos, refugios y puestos de tiro para el personal, así como puestos de tiro para el equipo. 
A partir de 2023, las unidades de las tropas de ingenieros realizarán una gama completa de tareas de apoyo de ingeniería a las tropas. Las tareas principales son abrir pasos en las barreras de ingeniería del enemigo, guiar los cruces de puentes de pontones durante las operaciones de contraofensiva, organizar barreras de ingeniería, equipamiento de fortificación de las posiciones del ejército y suministro de energía durante las operaciones defensivas de las tropas. 
El 5 de noviembre de 2023, el primer viceministro de Defensa, el teniente general Oleksandr Pavlyuk, anunció la creación de diez batallones adicionales de ingenieros y zapadores para desminar territorios. Cinco de estos batallones se establecieron como parte del Comando de Fuerzas de Apoyo. Las unidades ya han comenzado a obtener la certificación como operadores de actividades relativas a las minas. 

## Funciones
Las Tropas de Ingenieros de Ucrania realizan tareas tanto en el frente como en la retaguardia durante las hostilidades y ayudan a resolver tareas logísticas o de defensa.
Durante la preparación y conducción de las hostilidades, las tropas de ingenieros realizan las siguientes tareas principales:
- Reconocimiento de ingeniería del enemigo, terreno y objetos;
- Construcción y equipamiento de estructuras de fortificación ( trincheras , trincheras y pasajes de comunicación, refugios , refugios , instalaciones de almacenamiento, etc.), disposición de estructuras de campo para el alojamiento de tropas (residenciales, económicas, médicas);
- Construir diversos tipos de barreras de ingeniería , realizar la instalación de campos minados , equipar barreras no explosivas ( zanjas antitanques , escarpes , contraescarpas , fosos , etc.);
- Desminado de lugares y zonas
- Preparación y mantenimiento de rutas de movimiento de tropas;
- Equipamiento y mantenimiento de pasos sobre obstáculos de agua,
- Producción y potabilización de agua en el campo y otros terrenos.
- Construcción de Puentes, carreteras y caminos [16]

## Día festivo
El Cuerpo de Ingeniero de Ucrania tiene su día festivo el día 3 de noviembre. 